# Њу Флоренс (Пенсилванија)
Њу Флоренс (енгл. New Florence) град је у америчкој савезној држави Пенсилванија.

## Демографија
По попису из 2010. године број становника је 689, што је 95 (-12,1%) становника мање него 2000. године.
| Група             | 2000.       | 2010.       |
| Белци             | 777 (99,1%) | 672 (97,5%) |
| Афроамериканци    | 0 (0,0%)    | 3 (0,4%)    |
| Азијати           | 0 (0,0%)    | 0 (0,0%)    |
| Хиспаноамериканци | 1 (0,1%)    | 10 (1,5%)   |
| Укупно            | 784         | 689         |